# Лавров венец
Лавров венец е плетен венец, който се поставя на главата и се изработва от преплитане на клони и листа от растението лавър (същото, чиито листа се ползват в кулинарията под наименованието дафинов лист). Още от дълбока древност е символ на слава, победа или мир. Поставя се на главата на победители във военни битки, на жреци по време на жертвоприношение или на победители в спортни игри. Посветен е на Аполон. Думата лауреат (на латински: laureatus) означава „увенчан с лаври“. В миналото венците са имали форма по-скоро на конска подкова, докато съвременната представа е за завършен, цял кръг. Данте Алигиери, авторът на „Божествена комедия“, често е представян с лавров венец на главата. В някои университети е традиция тези, които получават магистърска или докторска степен, да носят лавров венец. Той е включен в много елементи на архитектурата и мебелите, монетите, както и в логото от 1925 г. на Алфа Ромео.